# Fritillaria yuminensis
Fritillaria yuminensis là một loài thực vật có hoa trong họ Liliaceae. Loài này được X.Z.Duan miêu tả khoa học đầu tiên năm 1981.